# Plessala

Plessala este o comună în departamentul  Côtes-d'Armor, Franța. În 1 ianuarie 2018 avea o populație de 1.742 de locuitori.